# Ranunculus asiaticus
Il ranuncolo asiatico (Ranunculus asiaticus L., 1753) è una pianta bulbosa appartenente alla famiglia delle Ranunculaceae, diffusa nel bacino del Mediterraneo orientale.

## Descrizione
La pianta ha le foglie molto simili agli anemoni e i fiori colorati simili alle rose e ai papaveri. Il bulbo è simile alla Dahlia.

## Riconoscimento
Il 1 marzo 2023, Canada Post, l'amministrazione postale canadese, ha emesso un francobollo raffigurante Ranunculus asiaticus. Il francobollo è stato emesso in libretti e rotoli e come foglietto ricordo.

## Galleria d'immagini

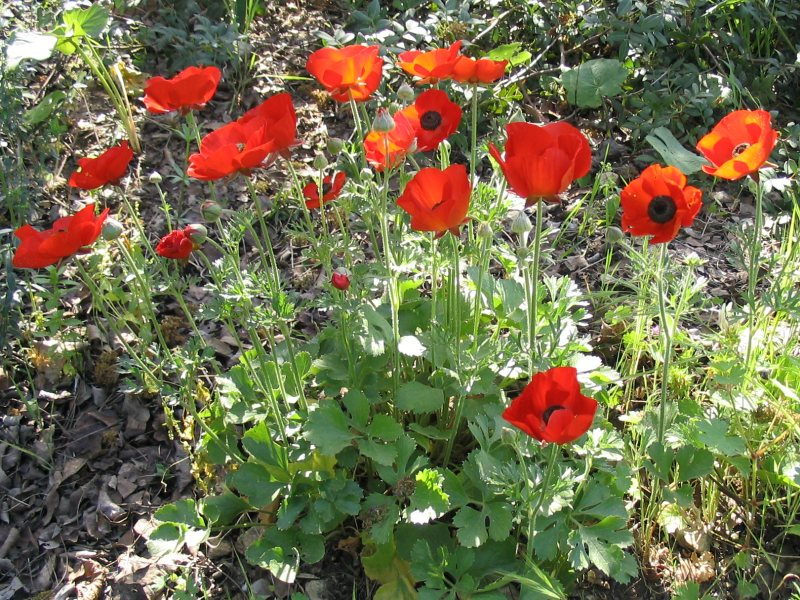
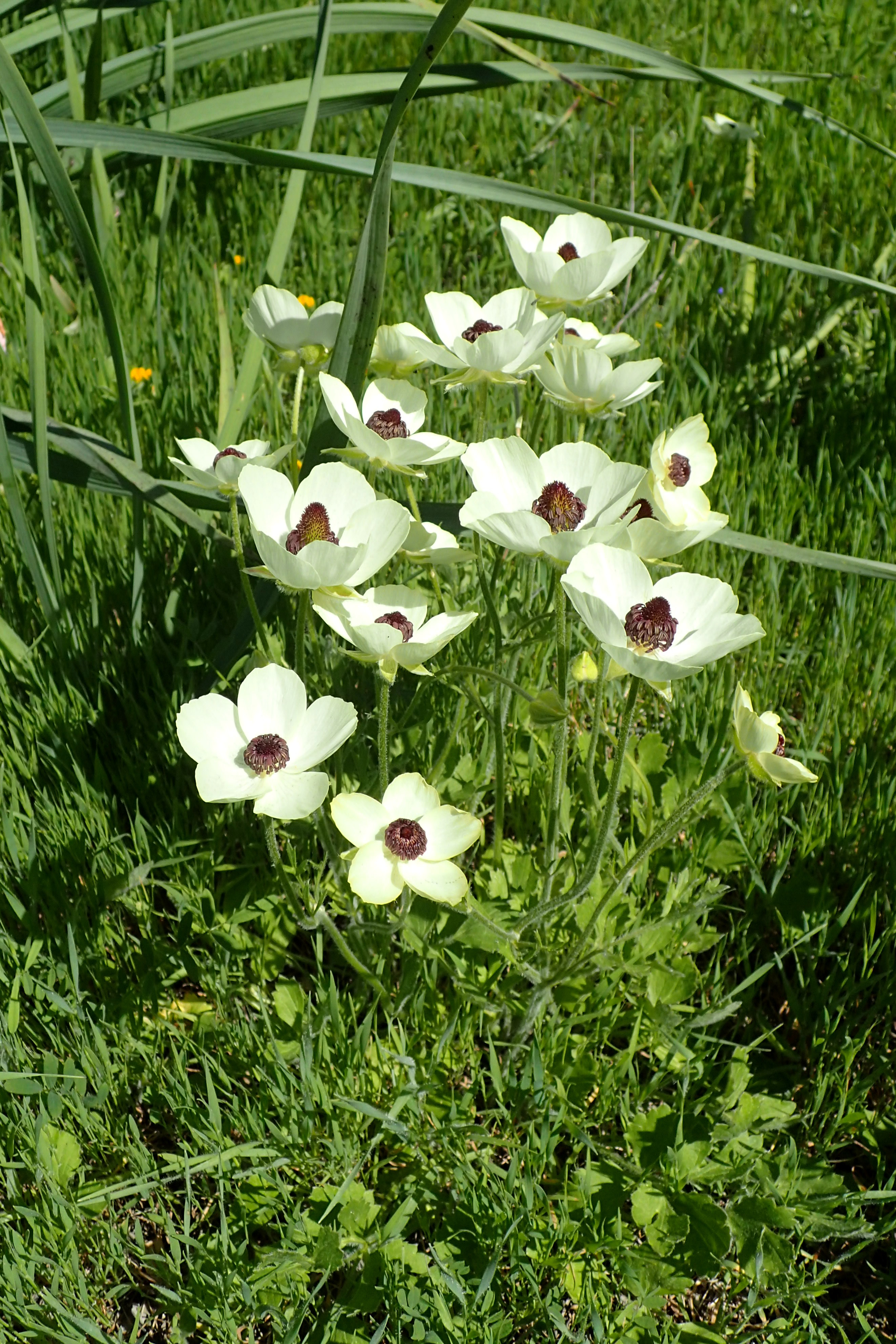
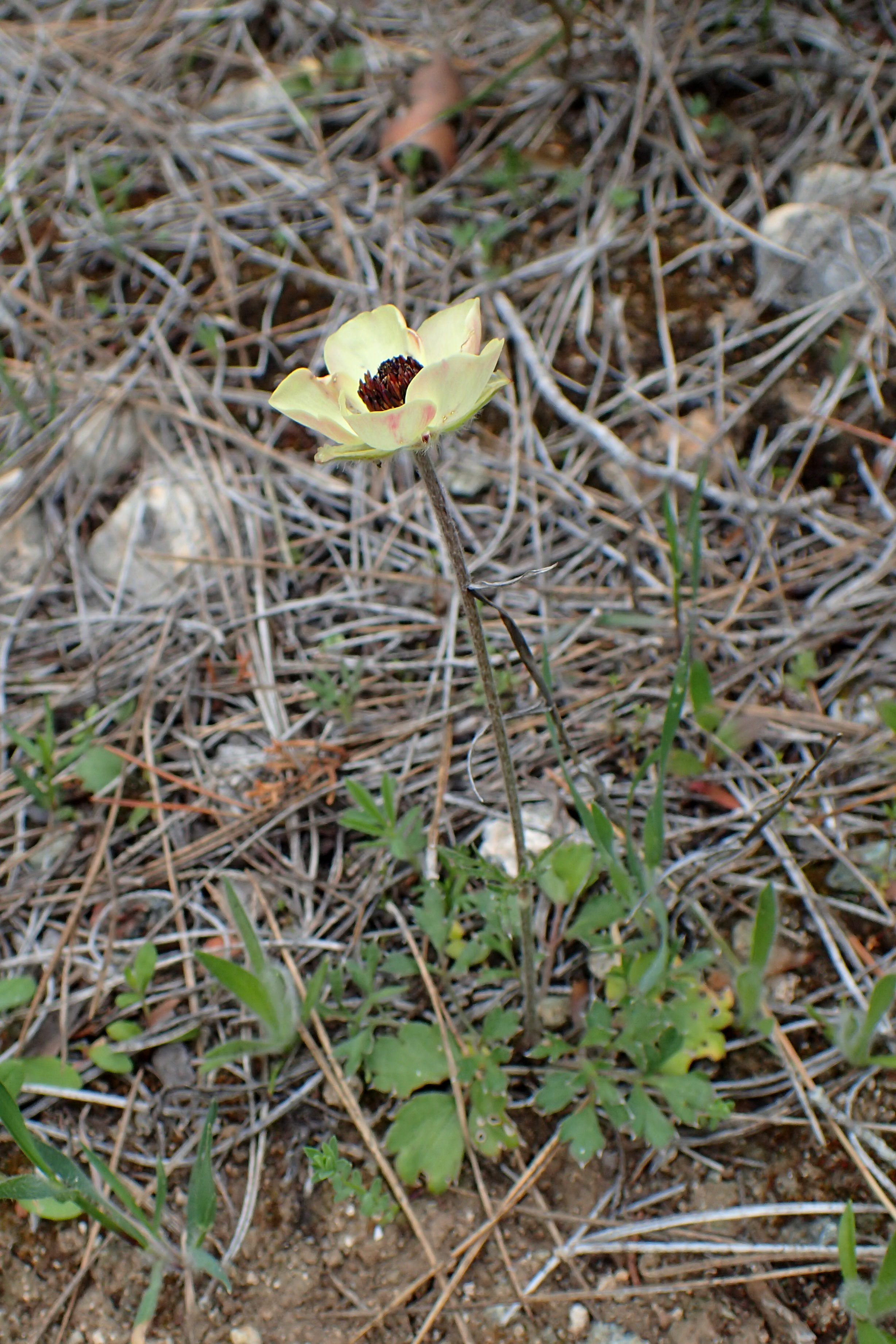
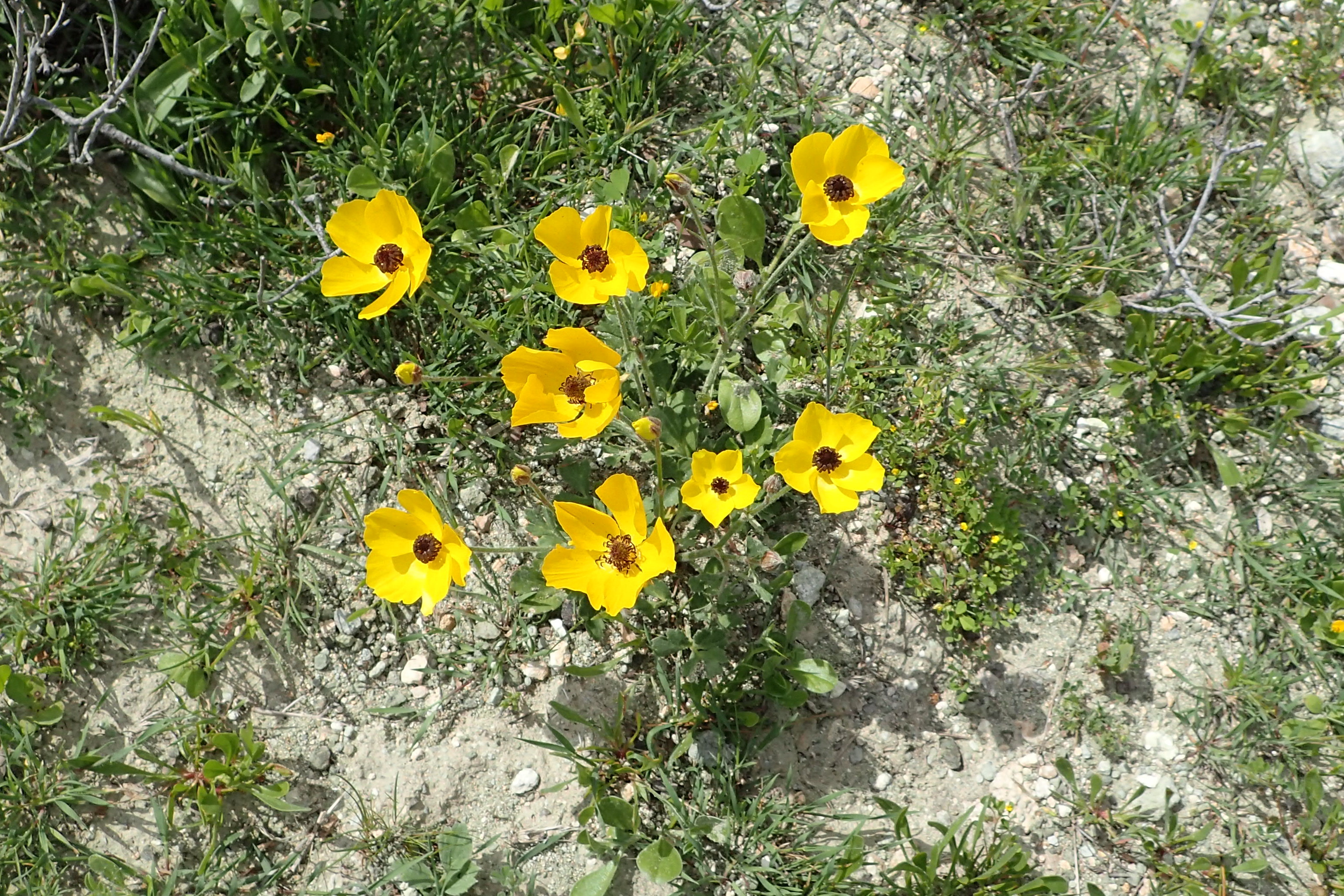
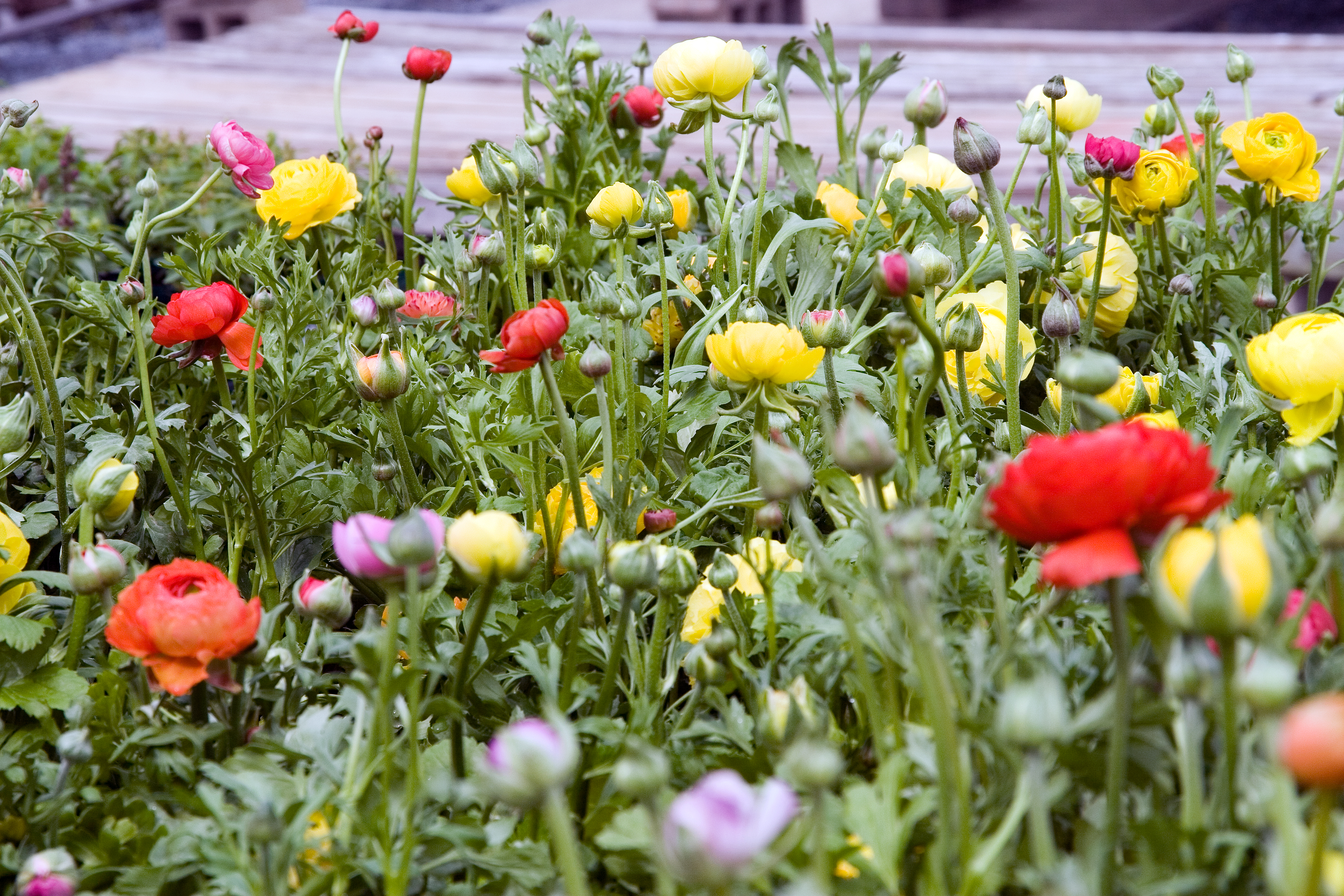
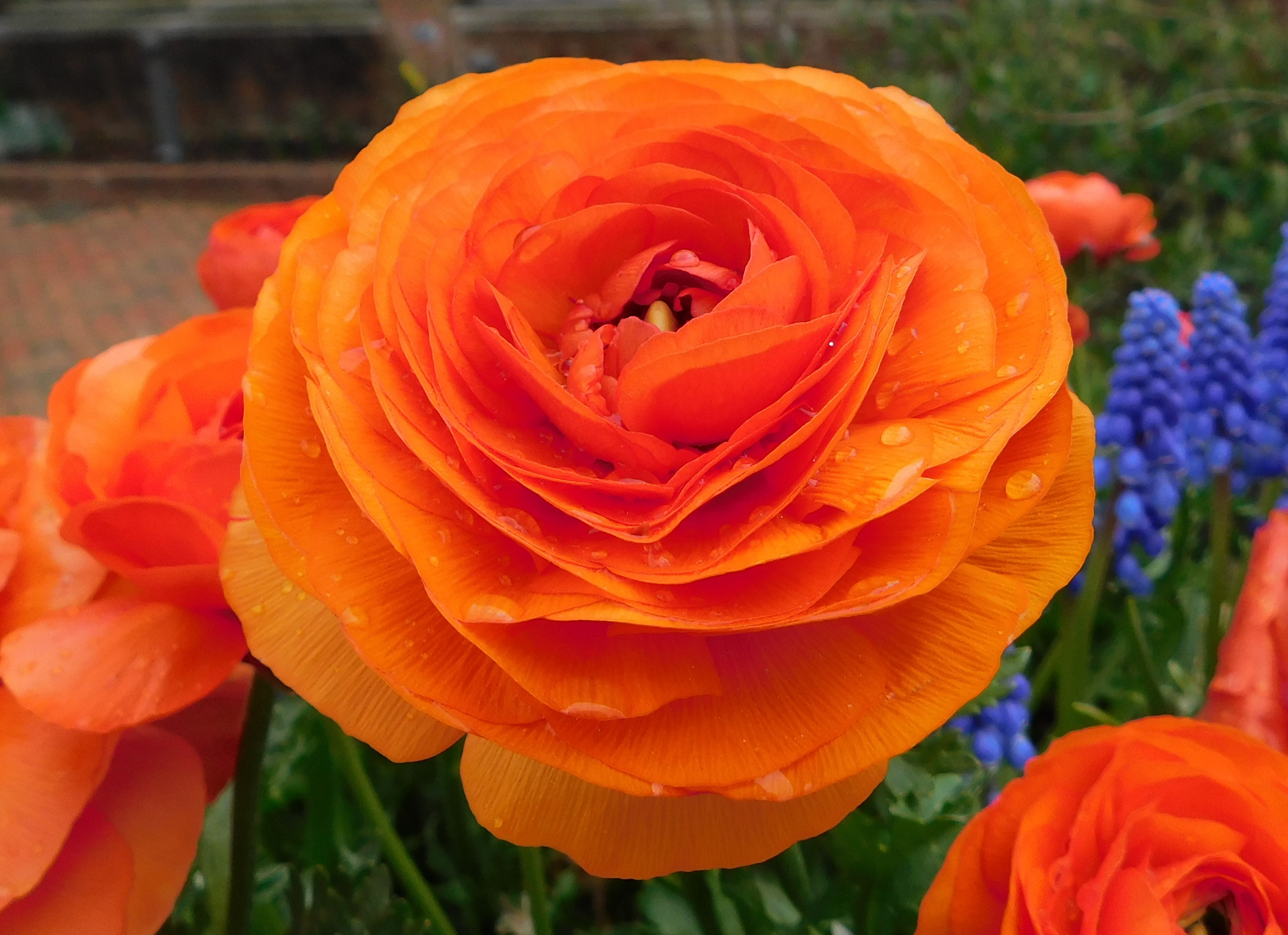